# Steve Martino

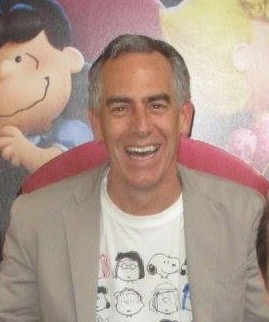
Steve Martino al Festival internazionale del film d'animazione di Annecy 2015

Stephen Micheal Martino, detto Steve (Dayton, 20 luglio 1959), è un regista statunitense, noto soprattutto per aver diretto i film Ortone e il mondo dei Chi, L'era glaciale 4 - Continenti alla deriva e Snoopy & Friends - Il film dei Peanuts.

## Biografia
Originario italiano, precisamente molisano (il nonno, emigrato in America, era di Toro), Steve Martino nacque nel 1959 a Dayton. Il padre Armand, insegnante d'arte, gli trasmise la passione per il disegno, disciplina che ha ricoperto un ruolo fondamentale nella sua formazione. Nonostante sognasse di diventare golfista o calciatore, entrato all'Università si rese conto che il disegno avrebbe potuto segnare il suo futuro.
Conseguita la laurea in Visual Communication Design, si interessò subito all'animazione, continuando gli studi presso l'Università statale dell'Ohio. Qui ottenne la laurea in Computer Animation, licenza piuttosto rara negli anni ottanta. Gli incarichi non tardarono ad arrivare: dapprima spot e notizie, poi prodotti per programmi televisivi.
L'ingresso nel cinema venne segnato nel 2005, quando Steve Martino collaborò come art director al film Robots. Da allora, ha continuato a dedicarsi al cinema.

## Filmografia
Art director
- Robots (2005)

Regista
- Ortone e il mondo dei Chi (Dr. Seuss' Horton hears a Who!), co-regia con Jimmy Hayward (2008);
- L'era glaciale 4 - Continenti alla deriva (Ice Age: Continental Drift), co-regia con Mike Thurmeier (2012);
- Snoopy & Friends - Il film dei Peanuts (The Peanuts Movie by Schulz) (2015).